# John Fedorowicz
John Fedorowicz (New York, 27 settembre 1958) è uno scacchista statunitense.
Grande maestro dal 1986, ha partecipato con la nazionale USA a due olimpiadi: 
- Dubai 1986 :  medaglia di bronzo di squadra;
- Novi Sad 1990 :  medaglia d'argento di squadra.

È stato anche capitano della nazionale statunitense in altre olimpiadi.
- 1977 :  co-vincitore del campionato giovanile americano (U.S. Junior Championship)
- 1978 :  vince il campionato giovanile americano;
- 1980 :  pari primo con Florin Gheorghiu nel U.S. Open di Atlanta;
- 1984 :  pari 2º-3º nel torneo di Hastings;
- 1986 :  pari 2º-4º nel torneo di Dortmund;
- 1987 :  vince il torneo di Cannes;
- 1989 :  vince il "New York Open";
- 1989 :  vince il World Open di Filadelfia;
- 1990 :  vince il torneo di Wijk aan Zee;
- 1990 :  secondo a Stoccolma, dietro ad Alexey Shirov.

È stato allenatore e secondo in diverse occasioni del candidato al titolo mondiale Gata Kamsky.
Ha scritto due libri di scacchi:
- John Fedorowicz, The Complete Benko Gambit, Summit, 1990  – ISBN 978-0945806141
- John Fedorowicz e Nick de Firmian, The English Attack, Sterling, 2004  – ISBN 978-0945806141